# Just-in-time (logistiek)
Just-in-time (JIT), bijvoeglijk gebruikt, is precies op tijd leveren wat de klant of ketenpartner nodig heeft, een logistieke methode voor voorraadbeheersing behorend tot lean manufacturing die is ontstaan in Japan.
De bedoeling hierachter is om levering en productie zodanig op elkaar af te stemmen dat er nauwelijks tot geen voorraden in een bedrijf nodig zijn. De leveringen gebeuren precies op tijd, dus er hoeft niets te worden opgeslagen. Dit zorgt uiteindelijk voor het wegvallen van de voorraadkosten en alle andere daarbij optredende kosten.
Een groot nadeel is dat de minste verstoring in de toeleveringen de hele bevoorradingsketen kan plat leggen, er zijn immers geen buffervoorraden meer. Het proces lijkt dus erg op een lopende band, waarbij de productieprocessen (van verschillende bedrijven) naadloos op elkaar aansluiten. Charles Perrow heeft het in zijn theorie over systeemongevallen over sterke koppelingen die het systeem de kans ontnemen om zich te herstellen van storingen. Doordat er geen speling aanwezig is, heeft een storing in een component direct gevolgen in andere componenten, waardoor kettingreacties en domino-effecten op kunnen treden.
Om de logistiek in Just in time goed te laten verlopen wordt vaak een voorraadsysteem gebruikt. Dit voorraadsysteem bestaat vaak uit een host-computer en een lokale computer die met elkaar gelinkt kunnen worden in een real-time-omgeving. Iedere computer heeft een bijbehorende database die toegankelijk is door die computer. Door toegang te krijgen tot zo’n database, kan elke computer gegevens bewerken en verzenden naar andere computers over een bepaald item in de just-in-time-voorraad. De computer die al deze gegevens weer verzamelt, kan deze data gebruiken om het voorraadniveau te updaten. De interactie tussen deze computers is real-time. Door deze nieuwe technieken wordt de logistiek van real-time steeds sneller en nauwkeuriger.